# Harold Joachim (Kunsthistoriker)
Harold Joachim (geboren 15. Januar 1909 in Göttingen; gestorben 24. November 1983 in Chicago) war ein deutschamerikanischer Kunsthistoriker und Kurator.

## Leben
Harold Joseph Hermann Julius Joachim war ein Enkel des Geigers Joseph Joachim. Seine Eltern waren Else Gensel (1874–1954) und der Bibliothekar Johannes Joachim (1864–1949).
Ein Bruder Wolfgang Joachim war Arzt und emigrierte 1935 nach Colonia Tovar in Venezuela. Joachim besuchte in Göttingen das humanistische Gymnasium und studierte ab 1927 Kunstgeschichte, Archäologie, Geschichte, Musikwissenschaft und Philosophie in Göttingen, Berlin und Leipzig. Er wurde 1935 bei Leo Bruhns in Leipzig mit einer Dissertation über die Stiftskirche Königslutter promoviert. Joachim gelang 1938 die Emigration in die USA.
Joachim erhielt 1940 eine Stelle als Assistent am Department of Printing and Graphic Art der Harvard University Library in Cambridge/Massachusetts. Von 1941 bis 1945 war Joachim Soldat der US Army im Zweiten Weltkrieg. Unter dem Abteilungsdirektor Carl Schniewind wurde Joachim 1946 Research Assistant und später Assistant Curator des Departement of Prints and Drawings am Art Institute of Chicago. Nach zwei Jahren als Kurator am Minneapolis Institute of Art ging er zurück nach Chicago und war dort von 1958 bis 1973 Kurator des Departement of Prints and Drawings. Joachim sorgte für einen erheblichen Ausbau der Sammlung.

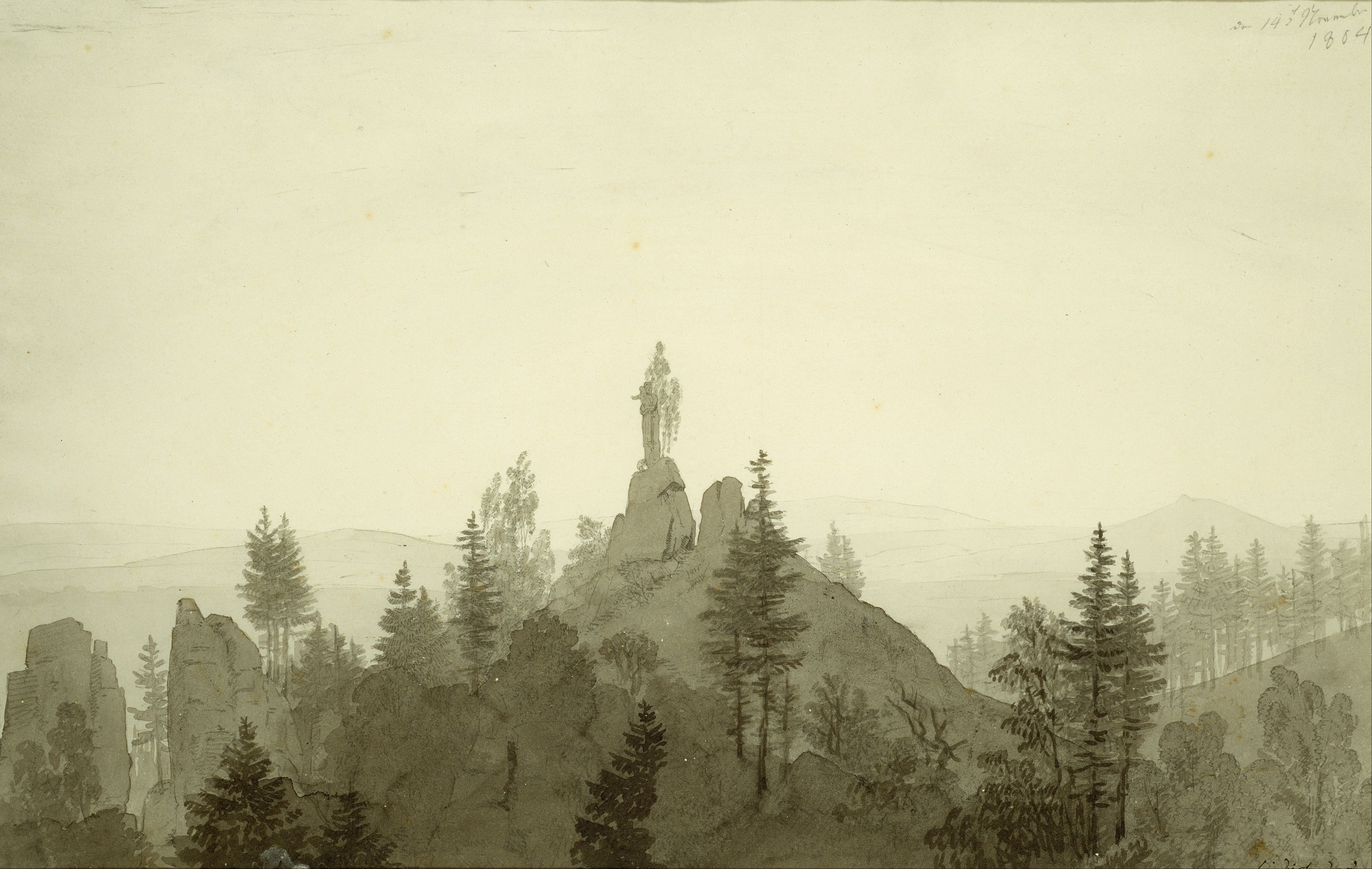
Caspar David Friedrich: Madonnenstatue im Gebirge. Wurde 1976 von Joachim für Chicago angekauft.

Joachim war Herausgeber der Museum Studies. Er verfasste eine Großzahl von Zeitschriftenartikeln und edierte mehrere Ausstellungskataloge.

## Schriften (Auswahl)
- Die Stiftskirche zu Königslutter : Ein Beitrag zur deutschen Kunstgeschichte des 12. Jahrhunderts. Göttingen : Dieterichsche Universitäts-Buchdruckerei, 1935
- mit Suzanne Folds McCullagh: Italian drawings in the Art Institute of Chicago. Chicago : University of Chicago Press, 1979, ISBN 978-0-226-40013-6